# Jüdischer Friedhof (Dalen)

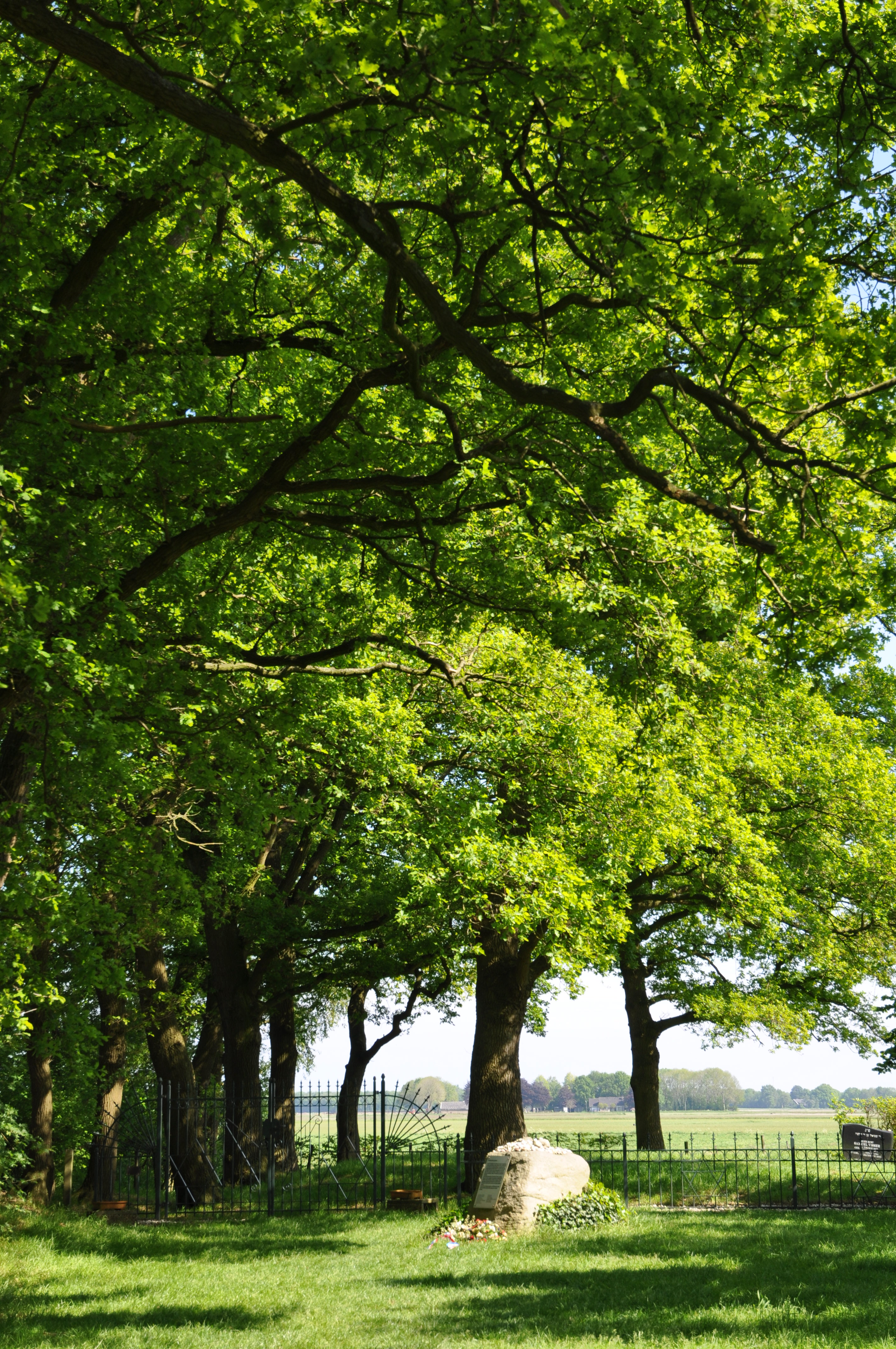
Jüdischer Friedhof in Dalen

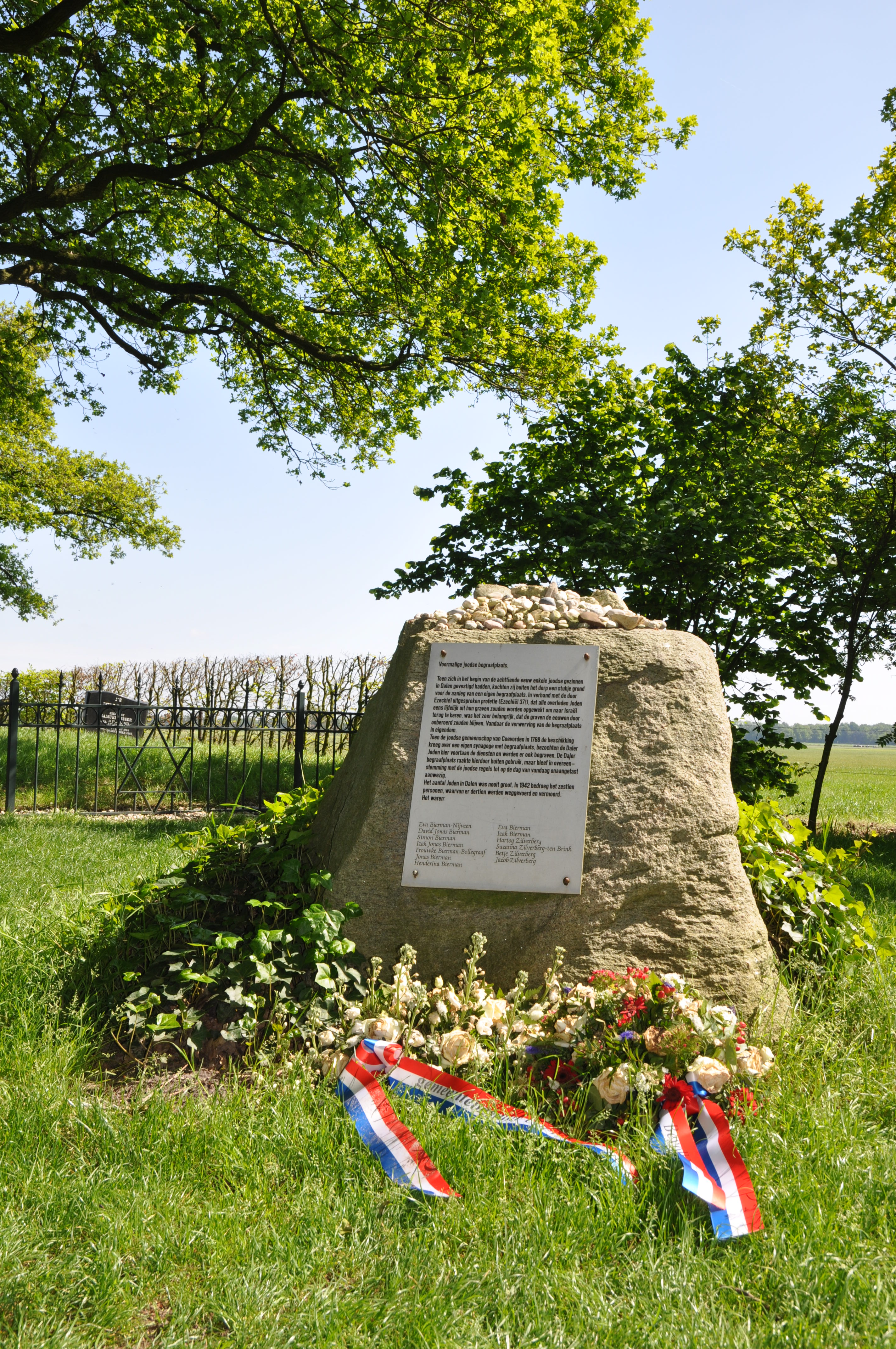
Denkmal zur Erinnerung an die Opfer des Holocaust

Der Jüdische Friedhof in Dalen, einem Ortsteil der niederländischen Stadt Coevorden in der Provinz Drenthe, wurde im 18. Jahrhundert angelegt. Der Jüdische Friedhof befindet sich am westlichen Rand des Ortes umgeben von Feldern. Heute ist nur noch ein Grabstein auf dem Friedhof erhalten.  
Im Jahr 1997 wurde ein Denkmal zur Erinnerung an die Opfer der Schoa errichtet.